# Hermógenes de Miranda Ferreira Souto
Hermógenes de Miranda Ferreira Souto (Bahia, c. 1833 — Desterro, 1 de fevereiro de 1867) foi um médico e político brasileiro.
Filho de Manuel Félix de Miranda e de Maria Joaquina Souto. Casou com Jacinta Amália Caldeira de Andrada Souto, filha de José Bonifácio Caldeira de Andrada e de Maria Amália Caldeira de Andrada.
Formou-se em medicina em 1851, pela Faculdade de Medicina da Bahia (UFBA).
Foi deputado à Assembleia Legislativa Provincial de Santa Catarina na 16ª legislatura (1866 — 1867).